# MLB倫敦系列賽

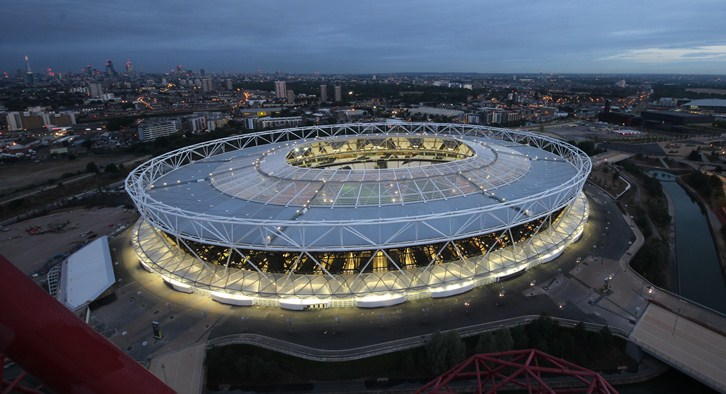
2015年7月的倫敦體育場

美國職棒大聯盟倫敦系列賽，簡稱MLB倫敦系列賽，是美國職棒大聯盟在英國倫敦所舉行的例行賽事。這場系列賽由敏迪網路公司(Mitel)冠名贊助，第一屆在2019年舉行，由波士頓紅襪做為主場球隊與紐約洋基對決。2020年原定由芝加哥小熊與聖路易紅雀來舉行，但因為COVID-19疫情肆虐而取消。2023年，倫敦系列賽又再度恢復。

## 背景
2018年5月8日，大聯盟宣布將從2019年起，連續兩年在英國倫敦舉辦海外例行賽。第一屆的賽事組合就由大聯盟最有名的世仇紐約洋基和波士頓紅襪來進行對決。
大聯盟以前就已經在澳洲、日本、墨西哥和波多黎各等地方舉辦例行賽，也曾在中國進行春訓，不過他們從未在歐洲舉辦過比賽。國家美式足球聯盟(NFL)已經在倫敦舉辦過多年海外賽，他們在2018年曾經締造單場超過85000名觀眾入場觀看比賽的紀錄。至於NBA也有在倫敦進行NBA海外賽的記錄。

## 系列賽歷史

### 2019年
2019年，紐約洋基與波士頓紅襪進行了兩場比賽，洋基分別以17:13和12:8帶走了勝利。

### 2020年
2020年6月13日和14日預定舉行倫敦系列賽，並由芝加哥小熊和聖路易紅雀進行比賽。但因為COVID-19疫情爆發的緣故，導致大聯盟賽事延至7月24日才舉行，倫敦系列賽也因此宣告暫停。除了倫敦系列賽，大聯盟在波多黎各和墨西哥的海外賽也因同樣原因取消。

### 2023年
2023年，芝加哥小熊與聖路易紅雀進行了兩場比賽，小熊以9:1贏下第一場；紅雀以7:5贏下第二場。

### 2024年&2026年
2022年5月9日，大聯盟主席曼佛德與倫敦市長薩迪克·汗進行了長期合作。2024年6月8日和6月9日，將由紐約大都會和費城費城人進行倫敦系列賽。

## 系列賽結果
| 年度   | 日期    | 客隊       | 比分  | 主隊       | 觀眾人數                 | 數據表                   |
| ------ | ------- | ---------- | ----- | ---------- | ------------------------ | ------------------------ |
| 2019年 | 6月29日 | 紐約洋基   | 17–13 | 波士頓紅襪 | 59659                    | [ 11 ]                   |
| 2019年 | 6月30日 | 紐約洋基   | 12–8  | 波士頓紅襪 | 59059                    | [ 12 ]                   |
| 2020年 | 6月13日 | 芝加哥小熊 | –     | 聖路易紅雀 | 因COVID-19疫情肆虐而取消 | 因COVID-19疫情肆虐而取消 |
| 2020年 | 6月14日 | 芝加哥小熊 | –     | 聖路易紅雀 | 因COVID-19疫情肆虐而取消 | 因COVID-19疫情肆虐而取消 |
| 2023年 | 6月24日 | 芝加哥小熊 | 9–1   | 聖路易紅雀 | 54662                    | [ 13 ]                   |
| 2023年 | 6月25日 | 芝加哥小熊 | 5–7   | 聖路易紅雀 | 55565                    | [ 14 ]                   |
| 2024年 | 6月8日  | 費城費城人 | 7–2   | 紐約大都會 | 53882                    | [ 15 ] [ 10 ]            |
| 2024年 | 6月9日  | 紐約大都會 | 6–5   | 費城費城人 | 55074                    | [ 16 ] [ 10 ]            |

## 外部連結
- 倫敦系列賽 （页面存档备份，存于） at MLB.com